# Миролюбівка (Курманський район)
Миролю́бівка (до 1945 року — Кєнджє́; крим. Kence) — село Курманського району Автономної Республіки Крим.
Відстань від райцентру до населеного пункта становить 6 кілометрів по прямій.